# Lo Calvari (els Guiamets)
Lo Calvari és una muntanya de 247 metres que es troba al municipi dels Guiamets, a la comarca catalana del Priorat.